# Féner Tamás
Féner Tamás (Budapest, 1938. november 17. –) Kossuth-díjas fotóművész, egyetemi előadó, a valóságelvű fotográfia, és a fotózsurnalisztika egyik élő magyar klasszikusa.

## Életpályája
Féner Márton kereskedő és Réhberger Ilona (1908–1967) fia. 1957 és 1986 között a Film Színház Muzsika képes hetilap fotóriporter-gyakornoka, végül művészeti szerkesztője volt; 1986-tól 1990-ig a Képes 7 főszerkesztő helyetteseként, 1991-től 1993-ig a Népszava, 1993–1994-ben a Griff, illetve a Vasárnap képszerkesztőjeként dolgozott. 1994 után szellemi szabadfoglalkozású, majd 1997 és 2002 között a Népszabadság Magazinnál képszerkesztőként működött. 2003 óta az MTI munkatársa.
25 éven át ő volt a Fotóművészet című elméleti-kritikai folyóirat szerkesztője. Felsőoktatási intézményekben előadói tevékenységet folytatott, az 1970-es években a MÚOSZ Bálint György iskolájában, 1992-től az ELTE kulturális antropológia, majd Média és Kommunikáció Tanszékén, közben a Moholy-Nagy Művészeti Egyetemen, a Kaposvári Egyetemen (2004–2006), a Népszabadság Újságírói Iskolájában (2005–2008) is tartott kurzusokat.
A 2000-es évek közepén a magyar börtönöket járta és fotózta az ottani fogva-tartás embertelen körülményeit, amelyek véleménye szerint nem biztosíthatják az elítéltek visszavezetését a társadalomba.

## Önálló kiállításai Magyarországon (válogatás)
- Fészek Klub, 1962
- Műcsarnok, 1971
- Miskolc, 1974
- Magyar Munkásmozgalmi Múzeum 1976, 1978
- Tükörrepülés, Műcsarnok, 1981
- …és beszéld el fiadnak, Néprajzi Múzeum, 1983
- Magyar Munkásmozgalmi Múzeum [… ez volt a gyár] 1986
- Hortobágy c. kiállítás, Fotógaléria, 1988
- Magyar Nemzeti Galéria [S. P. Q. R) 1988
- Berlin-mal' anders, Magyar Kultúra Háza, Berlin, 1990
- Pepsiérzés, Vigadó Galéria, 1992
- Táj/fény/kép című kiállítása, Legújabbkori Történeti Múzeum, 1994
- Városi táj, Goethe Intézet, Budapest, 1995
- Budapesti Történeti Múzeum, 1996
- Válogatott képek, Budapest Galéria, 1998
- Mai Manó Ház [.. rokonaim, barátaim, üzletfeleim…], 2001)
- Büntetés, Budapest Galéria Lajos utcai kiállítóháza, 2006
- Magyar Zsidó Múzeum és Levéltár – Fény/Törések, 2007
- Potpourri, Mai Manó Ház, 2009
- Portrék – Féner Tamás fotókiállítása a Könyvfesztiválon, Millenáris Park, Budapest, 2010
- „...a mi történt, ugyanaz, a mi ezután is történik…” Budapest, Mai Manó Ház, 2023.

## Külföldi egyéni kiállításai
- 1972 Varsó
- 1979, 1988, 1990  Berlin
- 1982 Havanna
- 1983 Belgrád
- 1984 Amszterdam, Párizs, Gorizia
- 1985 Milánó, Vilnius
- 1986 Heidenheim
- 1987 Bitterfeld
- 1990 Szófia, Prága
- 1991 Washington
- 1998, 2001 Stuttgart

## Főbb művei
- Kőszeg (1976)
- Hétköznap (1979)
- …és beszéld el fiadnak (1984)
- Fények által homályosan (1993)
- Más(kép)más (életmű-katalógus, 1998)
- Az idő, a tér, a forma; tan. Almási Miklós; Interart Stúdió, Budapest, 2001
- Arcok a négyzetben (2003)
- Arcmás (2003)
- Féner; szöveg Baki Péter, Féner Tamás, angolra ford. Andrew Gane; Magyar Fotográfiai Múzeum, Kecskemét, 2009
- Sándor Iván–Féner Tamás: Hamlet visszanéz. Gábor Miklós arcai, szerepei; Tiszatáj Alapítvány, Szeged, 2010 (Tiszatáj könyvek)
- Fotó-toposzok; bev. Parti Nagy Lajos; Artphoto Galéria, Budapest, 2014 (Közelkép)

## Társasági tagság
1978 és 1986 között a Magyar Fotóművészek Szövetségének főtitkára, 1986 és 1989 között a titkárság tagja volt.

## Díjai, elismerései
- Balázs Béla-díj (1973)
- SZOT-díj (1977)
- Érdemes művész (1984)
- Budapestért díj (1997)
- Magyar Zsidó Kultúráért (2004)
- Kiváló művész (2005)
- Prima díj (2007)
- Hazám-díj (2008)
- Kossuth-díj (2010)